# ミラノ〜サンレモ2012
ミラノ〜サンレモ2012は、ミラノ〜サンレモの103回目のレース。2012年3月17日に行なわれた。

## 参加チーム

### UCIプロチーム
| チーム名                             | 国籍           | コード |
| ------------------------------------ | -------------- | ------ |
| AG2R・ラ・モンディアル               | フランス       | ALM    |
| アスタナ                             | カザフスタン   | AST    |
| BMC・レーシングチーム                | アメリカ合衆国 | BMC    |
| エウスカルテル・エウスカディ         | スペイン       | EUS    |
| FDJ・ビッグマット                    | フランス       | FDJ    |
| ガーミン・バラクーダ                 | アメリカ合衆国 | GRM    |
| グリーンエッジ                       | オーストラリア | GEC    |
| チーム・カチューシャ                 | ロシア         | KAT    |
| ランプレ・ISD                        | イタリア       | LAM    |
| リクイガス・キャノンデール           | イタリア       | LIQ    |
| ロット・ベリソル                     | ベルギー       | LTB    |
| モビスター・チーム                   | スペイン       | MOV    |
| オメガファーマ・クイックステップ     | ベルギー       | OPQ    |
| ラボバンク                           | オランダ       | RAB    |
| レディオシャック・ニッサン・トレック | ルクセンブルク | RNT    |
| チーム・サクソバンク                 | デンマーク     | SAX    |
| チーム・スカイ                       | イギリス       | SKY    |
| ヴァカンソレイユ・DCM                | オランダ       | VCD    |

### 招待チーム
- アクア & サポーネ（ イタリア・ASA）
- コルナゴ - CSF・イノックス（ アイルランド・COG）
- コロンビア - コルデポルテス（ コロンビア・COL）
- ファルネーゼ・ヴィーニ - セッレ・イターリア（ イギリス・FRA）
- プロジェクト 1t4i（ オランダ・PRO）
- タイプ・1 - サノフィ（ アメリカ合衆国・TT1）
- ユーテンシルノード・ネイムド（ アイルランド・UNA）

## 概要
3月13日にスイスで発生したバス衝突事故の犠牲者に対する黙祷が捧げられた後スタートが切られた。
スタート直後から9名の逃げが最大14分差を付けて先行。メイン集団はチームスカイを中心に追走するが、レ・マニエ峠の上りに入るとリクイガス・キャノンデールが組織的にペースアップ。すると2009年覇者のマーク・カヴェンディッシュ（チームスカイ）が真っ先に脱落。結局、カヴェンディッシュは最後まで集団復帰は叶わず途中リタイアに終わった。さらに、峠の下りでも分断が発生し、後方に取り残されたスプリンターは勝負に絡むことが出来なかった。
残り60kmで逃げを吸収したメイン集団は、チプレッサ峠に突入。その上りで落車が発生、巻き込まれたフィリップ・ジルベール（BMC・レーシングチーム）がここで脱落。50名程まで絞られたメイン集団で最後の勝負所・ポッジョ峠に突入する。ここでヴィンチェンツォ・ニバリ（リクイガス・キャノンデール）がアタック、反応したサイモン・ジェラン（グリーンエッジ）とファビアン・カンチェラーラ（レディオシャック・ニッサン）が数秒のリードを得て頂上をクリアする。後方から小集団が追撃するも、独走力に勝るカンチェラーラが牽く先頭3名との差が縮まらないままゴール地のサンレモへ。最後は足を溜めていたジェランがカンチェラーラを抜き去り、初優勝と共にオーストラリアの大会2連覇を果たすこととなった。カンチェラーラは昨年に続きの2位に終わった。

## 成績
- ミラノ〜サンレモ 298km[1]

| 順位 | 選手名                     | 国籍           | チーム                                      | 時間          |
| ---- | -------------------------- | -------------- | ------------------------------------------- | ------------- |
| 1    | サイモン・ジェラン         | オーストラリア | グリーンエッジ                              | 6時間59分24秒 |
| 2    | ファビアン・カンチェラーラ | スイス         | レディオシャック・ニッサン                  | 同            |
| 3    | ヴィンチェンツォ・ニバリ   | イタリア       | リクイガス・キャノンデール                  | 同            |
| 4    | ペーター・サガン           | スロバキア     | リクイガス・キャノンデール                  | +02秒         |
| 5    | ヨーン・デーゲンコルプ     | ドイツ         | プロジェクト 1t4i                           | 同            |
| 6    | フィリッポ・ポッツァート   | イタリア       | ファルネーゼ・ヴィーニ - セッレ・イターリア | 同            |
| 7    | オスカル・フレイレ         | スペイン       | チーム・カチューシャ                        | 同            |
| 8    | アレッサンドロ・バッラン   | イタリア       | BMC・レーシングチーム                       | 同            |
| 9    | ダニエル・オッス           | イタリア       | リクイガス・キャノンデール                  | 同            |
| 10   | ダニエーレ・ベンナーティ   | イタリア       | レディオシャック・ニッサン                  | 同            |